# André Raymond
André Raymond (Chaguanas, 9 de noviembre de 2000) es un futbolista trinitense que juega en la demarcación de lateral izquierdo para el Ilves Tampere de la Veikkausliiga.

## Selección nacional
Tras jugar en varias categorías inferiores de la selección, finalmente hizo su debut con la selección de fútbol de Trinidad y Tobago el 11 de marzo de 2023 en un encuentro amistoso contra Jamaica que finalizó con un resultado de 0-1 a favor del combinado trinitense tras un gol de Reon Moore.

## Clubes
| Club                                | País      | Año       | Partidos | Goles |
| ----------------------------------- | --------- | --------- | -------- | ----- |
| Vilaverdense F. C.                  | Portugal  | 2020-2021 | 9        | 0     |
| A. D. Castro Daire                  | Portugal  | 2021-2022 | 23       | 0     |
| Dumiense F. C.                      | Portugal  | 2022-2023 | 20       | 0     |
| G. D. Vilar de Perdizes             | Portugal  | 2023-2024 | 20       | 0     |
| St. Johnstone F. C.                 | Escocia   | 2024-2025 | 21       | 0     |
| Dunfermline Athletic F. C. (cedido) | Escocia   | 2025      | 5        | 0     |
| Ilves Tampere                       | Finlandia | 2025-     |          |       |